# てなもんや幽霊道中

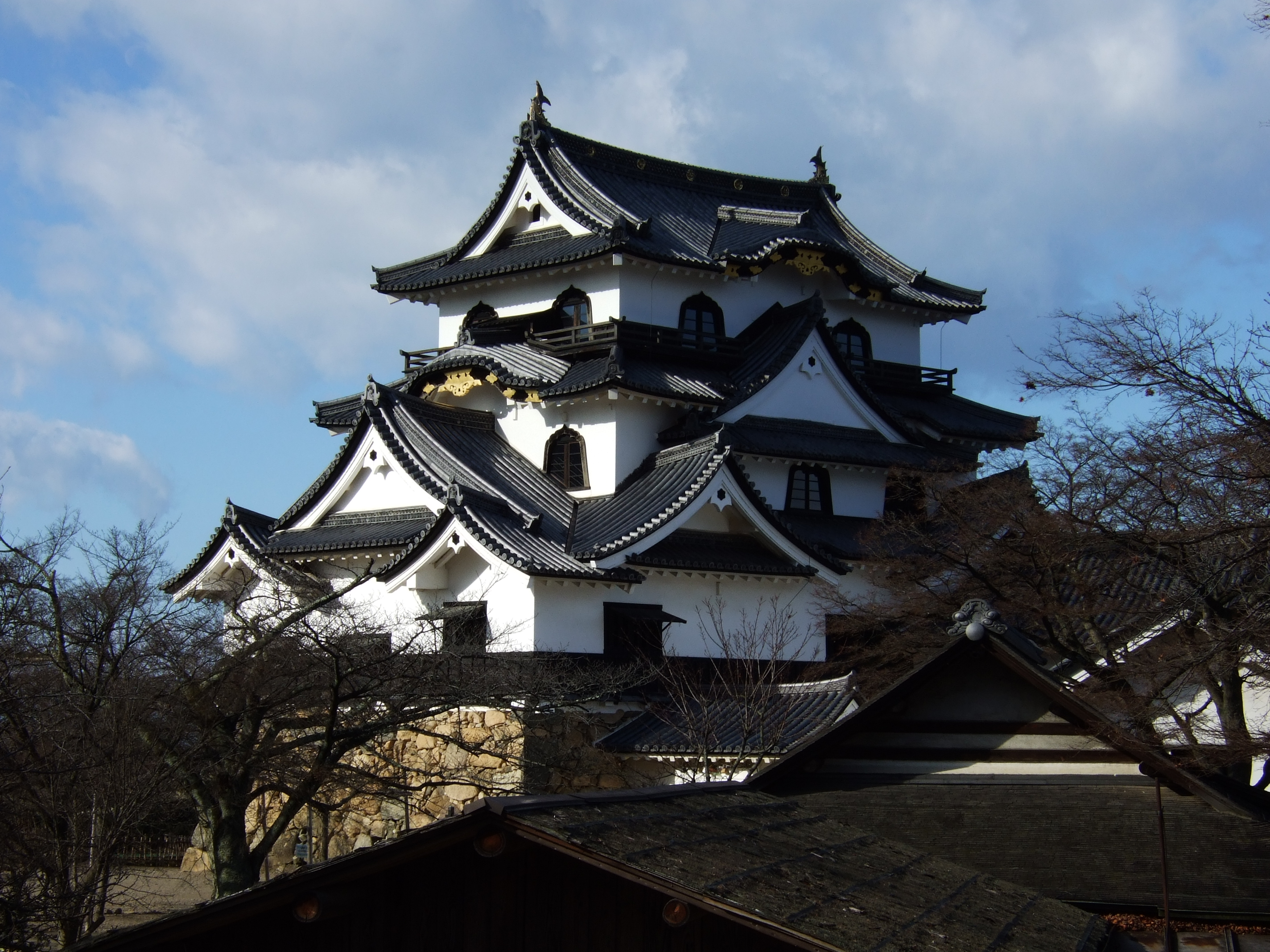
「加賀美城」として映された彦根城

『てなもんや幽霊道中』（てなもんやゆうれいどうちゅう）は、1967年9月2日に東宝系で公開された日本映画である。東宝・渡辺プロ・宝塚映画作品。カラー。東宝スコープ。
キャッチコピーは「ユーレイ、怪獣やったるでェ! 東西爆笑陣のスチャラカ大武勇伝!」。

## 概要
『てなもんや東海道』『幕末てなもんや大騒動』に続く、東宝版『てなもんや』シリーズの第3弾（東映版からは第5弾）にして最終作。監督は『大騒動』の古澤憲吾に代わり、『東海道』の松林宗恵が再登板している。
今回は、加賀美藩のお家騒動を時次郎と珍念が解決すると言う話で、これに幽霊や妖怪、果ては当時流行だった怪獣（ただし等身大）まで絡ませている。そして『東海道』で使われた、「プロローグでモノクロ・スタンダードからカラー・シネスコへ変える」というギャグは、本作でも使われている。
劇中、「加賀美城」として映し出されたのは「彦根城」である。
テレビ版からの南利明・漫画トリオ・財津一郎（ただし蛇口一角でも桜富士夫でもなく別キャラ）や、渡辺プロからハナ肇・谷啓・桜井センリ・ザ・ドリフターズといった、東西の喜劇人が助演、特にドリフは、当時のギャグ「右向けェ右!」のギャグを披露している。
本作も『東海道』同様、TBSの『土曜映画招待席』で放送されてから、一般に知られる様になった。
2013年10月22日にDVDマガジン「昭和の爆笑喜劇」（講談社）の一環として発売、DVDマガジンとはいえDVD化となった。

## ストーリー
あんかけの時次郎と珍念の二人は、百万石の大藩・加賀美藩へやって来た。だが城下は何故か物価高で、泊まる宿も無い、そこで修念和尚のいる寿命寺という寺に泊まった。その頃加賀美城では大変な事が起こっていた。藩主・加賀美正家が侍医・淳庵にみとられて息を引き取ったのだ。そして正家の遺体は家老・大杉源蔵の令で、寿命寺に埋葬、その夜時次郎と珍念は正家の霊を見て驚き、寺を後にした。
その頃加賀美城の大杉家老の元へ、腹心・黒岩兵部がやって来て、「10数年前に城下を出た正家の落し胤・まゆみ姫を探しに、桂木半太夫が城を出た」と忠告、大杉は色をなす。というのも、大杉はまゆみ姫がいないのをいい事に、自分の娘を松平家からの養子と一緒にさせる事で、加賀美藩を手中に納めようと企んでいたからだ。そして正家の死は、その目的のために淳庵に毒薬を与えての毒殺だった。まゆみ姫が来てはまずいと考えた大杉は、追っ手を出す。それを知った腰元・雪枝は城を出る。そして関所の前で鑑札が無くて困っていた雪枝は、時次郎と珍念と出会い、加賀美藩のお家騒動を教える。それを知った二人は雪枝と結託し、関所を出ると、半太夫と出会ったが、半太夫は追っ手に殺される。しかし近藤清之進に出会い、彼らは二手に分かれて姫さがしを始めた。
やがて時次郎と珍念は旅芸人と知り合い、一座の看板娘・博多小春の仲良くなる。そんな折、芝居見物に来た三鬼代官の財布を、公儀目付・森山忠之助の令を受けた鼠小僧次郎吉が盗むが、その金は贋金、森山と次郎吉は贋金のルートを追った。一方小春と別れた時次郎と珍念は雪枝・清之進と再開するが、小春がまゆみ姫と知り、一座を追う。だが、一座の男達は皆殺しにされ、小春達は居ない。手がかりは「蛇谷権現の神罪」という張り紙だけ。そこでその蛇谷に行って、二手に分かれる。ところがそこへ2人の妖怪が現れ、その上怪獣も2体現れパニックに。だが怪獣の正体は森山と次郎吉で、妖怪は贋金のアジトの門番だった。そこで時次郎と珍念は、森山と次郎吉と共にアジトに潜入、するとそこでは贋金が作られており、更に小春たちが黒岩の元で踊らされていた。早速時次郎たちは雪枝たちとともに贋金一派を退治し、小春たちを助け、雪枝と清之進は小春にまゆみ姫である事を教えた。
皆が助かった所で、修念和尚はお家騒動解決のため、時次郎と珍念に芝居を打って欲しいとする。そして時次郎は腰元に、珍念は僧侶にそれぞれ扮し、まゆみ姫と共に大杉の元へ現れ、まゆみ姫を見せる。「偽者だろう」とシラを切る大杉に対し、珍念は「証拠を見せてやろう」と呪文を唱えた。すると正家の霊が現れ、まゆみ姫の事を教えた。たまりかねた大杉は斬りかかろうとするが、忠臣たちに取り押さえられた。すると死んだはずの正家が現れたではないか!実は淳庵の機転で、大杉の勧めた毒薬を栄養剤にすりかえており、正家は生きていたのだ。そして死んだフリをしていたのは、部下の動向を探るためだったのだ。かくて大杉家老は切腹となり、お家騒動は一件落着。そして時次郎と珍念は正家たちに見送られながら、また旅に出ていった……。

## スタッフ
- 製作：渡邊晋、五明忠人
- 原作：香川登志緒（『てなもんや三度笠』）
- 脚本：笠原良三、澤田隆治
- 監督：松林宗恵
- 撮影：長谷川清
- 音楽：萩原哲晶
- 美術：松山崇
- 照明：石井長四郎
- 録音：矢野口文雄
- スチル：池上恭介
- 編集：庵原周一

## 出演者
- あんかけの時次郎：藤田まこと
- 珍念：白木みのる
- 雪枝：野川由美子
- 博多小春／まゆみ姫：恵とも子
- 博多小蝶：久保菜穂子
- 修念：ハナ肇（ハナ肇とクレージーキャッツ）
- 加賀美正家：谷啓（同上）
- 淳庵：桜井センリ（同上）
- 三鬼武十郎：財津一郎
- 近藤清之進：田村亮
- 黒岩兵部：藤木悠
- 鼠小僧次郎吉：南利明
- 森山忠之助：玉川良一
- 富樫怒右衛門：いかりや長介（ザ・ドリフターズ）
- 加藤茶之助：加藤茶（同上）
- 高木武太郎：高木ブー（同上）
- 仲本工人：仲本工事（同上）
- 荒井注蔵：荒井注（同上）
- すっから勘兵衛：横山ノック（漫画トリオ）
- 金太：横山フック（同上）
- 半助：横山パンチ（同上）
- 大杉源蔵：遠藤辰雄
- 藤兵衛：平参平
- 八郎兵衛：沢村いき雄
- 桂木半太夫：南部彰三
- 呼び込みの男：秋山たか志
- 馬方：原哲男
- 芝居小屋の客：桑原和男

## 挿入歌
- 「スットントロリコ」
  - 作詞：香川登志緒／作曲：野口源次郎／歌：藤田まこと、白木みのる
  - 『東海道』同様、モノクロ・スタンダード状態のプロローグで歌われた。
- 「てなもんや数え歌」
  - 作詞：香川登志緒／作曲：野口源次郎／歌：藤田まこと、白木みのる
  - 主題歌。アレンジは『東海道』の時とほぼ同じ。オープニングのテロップでは「てなもんや三度笠」と表記されていた。
- 「娘旅笠」
  - 作詞：岡田憲和／作曲：萩原哲晶／歌：恵とも子
  - 旅役者の一座が移動中、一座の小春（まゆみ姫）が歌う。
- 「皿屋敷」
  - 作詞：岡田憲和／作曲：萩原哲晶／歌：恵とも子、久保菜穂子ほか
  - 娘歌舞伎の舞台で歌われる。
- 「てなもんや言うても仕方ない」
  - 作詞：松林宗恵／作曲：萩原哲晶／歌：藤田まこと、白木みのる
  - 博多小蝶一座の楽屋で、時次郎と珍念が一座の座員に囲まれて歌う。
- 「月に群雲」
  - 作詞：松林宗恵／作曲：萩原哲晶／歌：恵とも子
  - 贋金作りのアジトにある座敷で、黒岩とその配下の目前で小春たちが歌い踊った。

## CS放送
CS放送は、2003年5月に日本映画専門チャンネルで行った企画「映画になったテレビ50年」の中の1本として放送された。
また、2015年3月28日・4月26日には、時代劇専門チャンネルの『東宝娯楽時代劇シアター』枠で放送された。

## 同時上映
『喜劇 駅前探検』
- 原案：桑田忠親／構成：八住利雄／脚本：藤本義一、井上和男／監督：井上和男／主演：森繁久彌
- 『駅前シリーズ』第20作。